# Vladislav Pavlovič
Vladislav Jur'evič Pavlovič (in russo Владислав Юрьевич Павлович?; 17 marzo 1971) è uno schermidore russo, vincitore di una medaglia d'oro nella scherma ai giochi olimpici.